# Bengerode
Koordinaten: 51° 44′ 24″ N, 9° 48′ 36″ O
Bengerode ist die Wüstung eines Töpferdorfes zwischen Fredelsloh und der Burg Grubenhagen in Südniedersachsen. Im Hochmittelalter war Bengerode eine wichtige Produktionsstätte für Töpferware. Heute ist das Areal ein Bodendenkmal. Es gehört der Stadt Moringen und dient als Weide. Die Funde aus der Wüstung Bengerode werden in Fredelsloh im Museum Keramik.um und in der Töpferei Klett gezeigt.

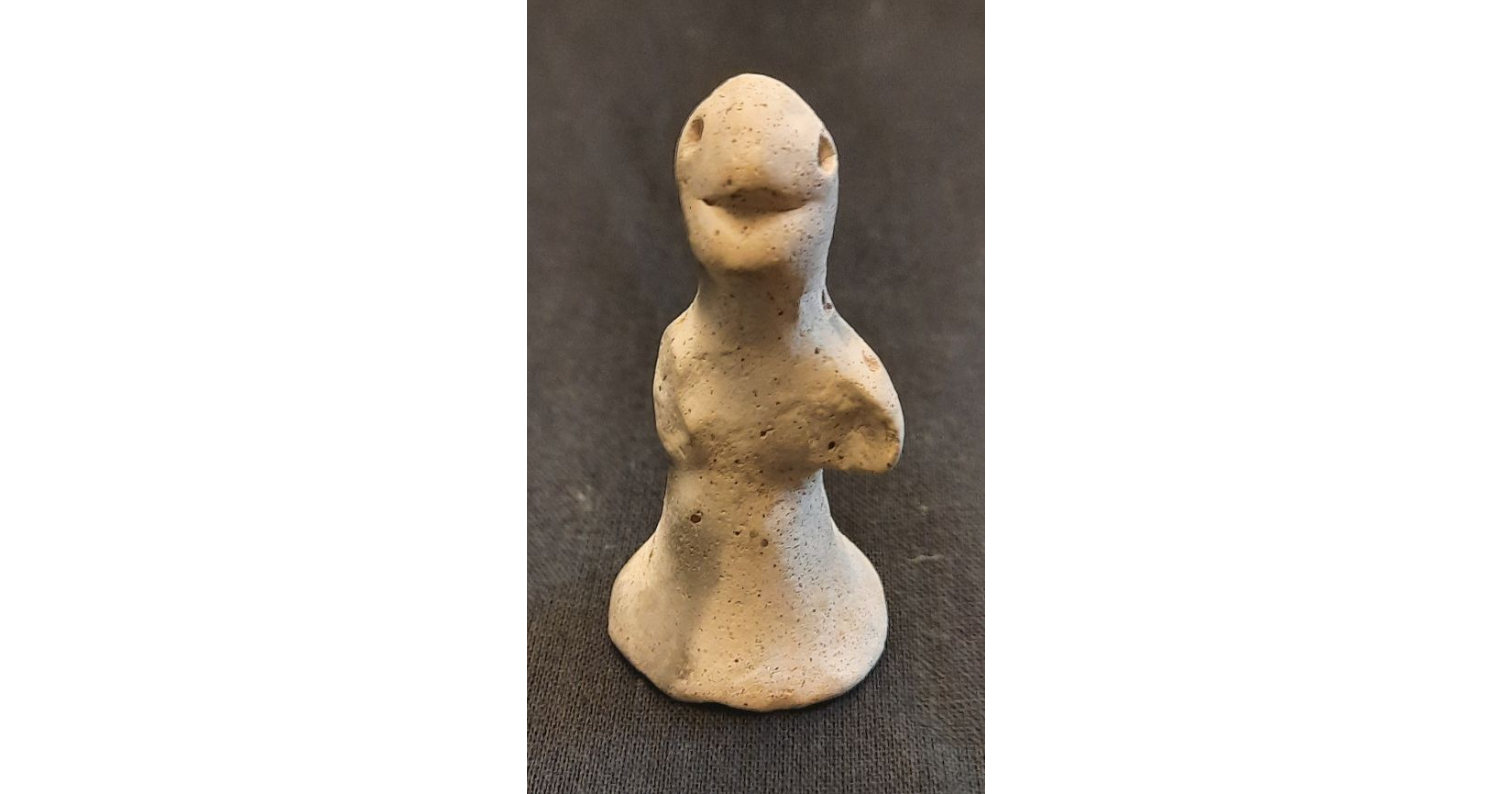
Fundstück „Beterlein“ aus 14. Jh., Irdenware, heute im Stadtmuseum Einbeck

## Geschichte
Die Existenz des Ortes wird 1138 erstmals urkundlich fassbar, als Erzbischof Adalbert II. von Mainz den Zehnten in Beiggerode und weiteren Orten dem wenige Jahre zuvor gegründeten Augustinerstift Fredelsloh überlässt.
Die Töpferei entstand im 12. Jahrhundert auf tonhaltigem Boden und bestand mindestens zwei Jahrhunderte. Die Töpfer hatten gelernt, ihren Ton mit hohen Temperaturen so zu brennen, dass die Gefäße wasserdicht wurden und als Glasersatz dienten. Glas war damals sehr teuer. Deshalb wurden die Tonwaren aus Bengerode bis nach Skandinavien und Russland verkauft.
In diesem Zeitraum beherrschten die Häuser Dassel, Everstein und wenige andere die umliegenden Handelswege. Daher gelangte das hier hergestellte Töpfergut bevorzugt über deren Handels- und Verwandtschaftsbeziehungen bis nach Nordosteuropa. Als ein möglicher Grund der Verwüstung Bengerodes wird die Hildesheimer Stiftsfehde des Jahres 1519 angenommen. Jedoch wird angegeben, dass zumindest für das benachbarte Fredelsloh die Stiftsfehde ohne weitere Folgen verlief, in den Urkunden finden sich keine Hinweise auf diese. Verwüstungen durch die Fehde fanden in Uslar und Dassel statt, also in eher entfernterer Umgebung Bengerodes. Damit wird wahrscheinlicher, dass das Auflassen Bengerodes mit der Zusammenfassung klösterlichen und städtischen Besitzes zusammenhing, was in den (Alt-)Kreisen Osterodes und Northeims zu der Zeit häufiger vorkam.
Heutige Töpfereien in Fredelsloh stehen in der Tradition dieser Wüstung.

## Neuzeitliche Raubgrabung
Im Herbst 2011 wurde das Bodendenkmal Bengerode durch Raubgrabungen teilweise zerstört. Das von den Dieben entwendete Material ist auf dem Kunstmarkt faktisch wertlos, da ohne staatliches Zertifikat. Da nicht nur gegen das Schatzregal verstoßen wurde, sondern zugleich die ursprüngliche Fundsituation zerstört wurde, ist an dem kulturellen Erbe unwiederbringlicher Schaden entstanden.
2015 fand die 7. Raubgrabung statt.